# Melchior Hoffman
Pour les articles homonymes, voir Hoffman.
Melchior Hoffman(n) (né à Schwäbisch Hall, probablement en 1498, et mort en 1543) est un prédicateur anabaptiste allemand à l'origine du développement d'une forme millénariste de l'anabaptisme.

## Biographie
Melchior Hoffmann serait né en Franconie, et se serait converti au luthéranisme puis à l'anabaptisme. Il apparaît cependant pour la première fois dans les sources écrites seulement en 1523 en Livonie (dans les actuels Pays baltes) comme négociant en fourrures.
À partir de 1527, ses sermons dans la ville de Wittenberg sur le chapitre XII du livre de Daniel prennent un tour apocalyptique. Invité au Danemark par Christian Ier, il commence à attaquer la doctrine luthérienne de la présence réelle. Ses idées sont condamnées lors de la disputation de Flensburg en 1529, ce qui le force à fuir.
Hoffman se rend à Strasbourg, mais même là-bas ses idées radicales sont rejetées. Hoffman tourne donc le dos à la Réforme « traditionnelle » À cette période, il est influencé par les anabaptistes spiritualistes menés par Hans Denck et par les « Prophètes de Strasbourg. » Sous leur influence, il commence à parler avec exaltation de la « parole intérieure », de la libre volonté, et de la grâce qui est sur tous les hommes. Il commence également à faire une différence entre deux types de justification : l’effacement du péché originel par la mort rédemptrice du Christ, et la justification donnée par l’Esprit Saint, par laquelle on peut atteindre la perfection. Il développe une doctrine sur la « céleste chair du Christ », selon laquelle le Christ est passé par Marie comme de l’eau par une passoire.
Le changement le plus important dans sa doctrine fut le développement de sa pensée sur l’Apocalypse. Il affirmait que le retour du Christ était imminent, et qu’il devait être préparé par une purification du monde. Hoffman finit par se considérer comme un nouvel Élie et commença à prédire le retour du Christ à Strasbourg pour 1533. Mais s’il prône une théocratie, il affirme le pacifisme et la théologie de la non-violence, plutôt que le recours à la force.
Dans les années 1530, il fait des aller-retour réguliers entre Strasbourg et la Frise où il (re)baptise plus de trois cents personnes. Les persécutions commencent à atteindre les anabaptistes dans cette région. Par ailleurs, Hoffman est régulièrement expulsé de Strasbourg. Pourchassé, il arrive en Hollande, où il trouve un terrain favorable et permet de nombreuses conversions.
Au printemps 1533, il retourne encore une fois à Strasbourg, pour attendre la venue du Christ. Mais le conseil de la ville voit ses prédictions comme une menace de révolution, et Hoffman est emprisonné. La dernière mention d'un emprisonnement porte la date du 19 avril 1543.